# Ranomafana (Vatovavy-Fitovinany)
Ranomafana is een plaats en gemeente in Madagaskar gelegen in het district Ifanadiana van de regio Vatovavy-Fitovinany. Er woonden bij de volkstelling in 2001 ongeveer 10.000 mensen.
In de plaats is basisonderwijs en voortgezet onderwijs voor jonge kinderen beschikbaar. 60% van de bevolking is landbouwer. Het belangrijkste gewas is bananen en rijst, maar er wordt ook ananas en cassave verbouwd. 40% van de bevolking is werkzaam in de dienstensector. In de plaats zijn verschillende hotels die onder meer gebruikt worden door toeristen die naar het Nationaal park Ranomafana gaan.

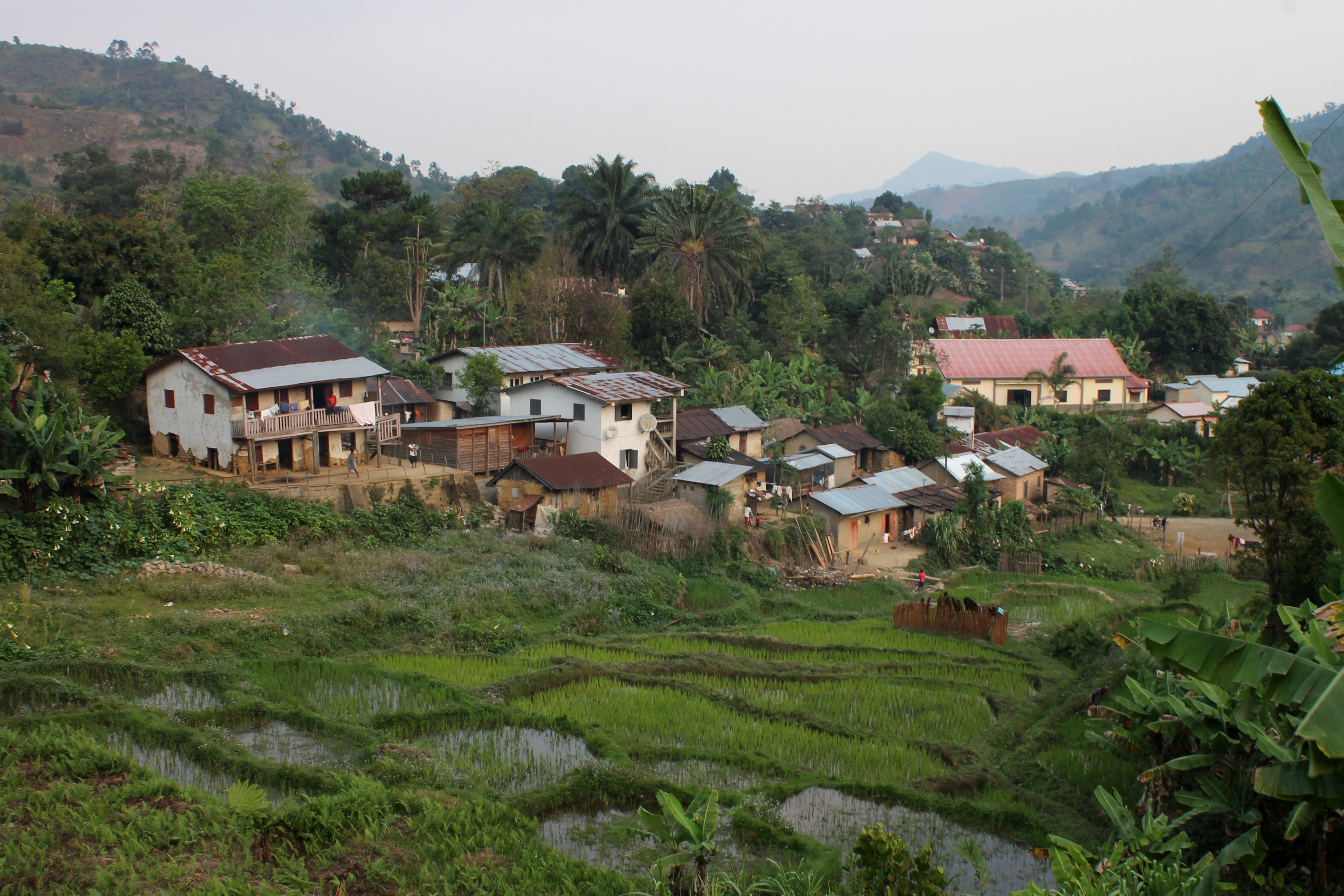
Ranomafana en omgeving